# کله‌درق
کله‌درق یک روستا در ایران است که در دهستان صلوات واقع شده‌است. کله‌درق ۵۵ نفر جمعیت دارد.